# عبد القادر بن مسعود (سياسي جزائري)
عبد القادر بن مسعود من مواليد 4 مايو سنة 1967 بتمنراست (الجزائر)، سياسي جزائري وزير السياحة و الصناعات التقليدية الحالي بالجزائر. متحصل على ليسانس في العلوم السياسية و العلاقات الدولية.

## المسار المهني
- ملحق بديوان الوزير الأول
- 1999-1994 رئيس دائرة تين زاوتين، ولاية تمنراست
- 2004-1999 رئيس دائرة العبادلة، ولاية بشار
- 2008-2004 رئيس دائرة العامرية، ولاية عين تموشنت
- 2010-2008 رئيس دائرة وادي ارهيو، ولاية غليزان
- 2013-2010 الأمين العام لولاية سعيدة
- 2016-2013 والي منتدب لسيدي أمحمد، ولاية الجزائر
- 2018-2016 والي ولاية تيسمسيلت[2]
- 2018 وزير السياحة و الصناعات التقليدية